# 上杉斉定
上杉 斉定（うえすぎ なりさだ）は、江戸時代後期の大名。出羽国米沢藩11代藩主。山内上杉家27代当主。官位は善政を表彰され、養父同様に少将まで進む。

## 経歴
天明8年（1788年）、8代藩主・上杉重定の長男である上杉勝熙の子として誕生した。初め諱は定祥であったが、後に徳川家斉から偏諱を受けて斉定と名乗る。
寛政6年（1794年）、10代藩主・上杉治広の養嗣子・顕孝の死去を受け、代わって養嗣子として指名される。義理の祖父である9代藩主・治憲（鷹山）の隠居所である米沢城三の丸の餐霞館に引き取られて治憲に養育され、起床を共にした。治憲は養孫の世話と教育を特に気にかけ、夜間の小用の世話も自ら行ったといい、また郊外の農村を共に歩いて教えさとした。寛政11年（1799年）には治憲と共に赤湯温泉に湯治に出かけている。なお傳役は顕孝の傳役を務めていた莅戸政以が務め、侍読は神保綱忠が務める。
享和2年（1802年）に喜平治と改名する。文化3年（1806年）には斉定の世子教育のため、治憲により江戸幕府儒官の古賀精里（弥助）が招かれる。元服した翌年の文化6年（1809年）4月、治広の娘を娶り、文化7年（1810年）5月には江戸より帰国し再び治憲と起床して藩主教育を受け、文化9年（1812年）9月7日の治広の隠居により家督を継いだ。
この頃の米沢藩では名君・上杉治憲（鷹山）の治世により藩政と藩財政が再建されていたが、鷹山の死の翌年の文政5年（1823年）蔵元への借財は全て償還され、斉定は藩政基盤を確立させた。また、大石綱豊を執政として藩政を担わせ、先代からの懸案である飯豊山灌漑穴堰も文政元年（1818年）に完成させた。
天保の飢饉が起こったときには、天明の飢饉の鷹山の施策を範に、藩主自ら粥を食し、さらに百姓に対しても米を支給するなどして、一人の餓死者も出さなかったという手腕を見せた。天保2年（1831年）には藩士からの借り上げを中止して、50石以下の下級武士に手当金を与えた。
天保10年（1839年）2月2日、死去。享年52。跡を長男の斉憲が継いだ。

## 叙任履歴
- 文化5年（1808年）7月18日：従四位下式部大輔に叙任。
- 文化9年（1812年）11月：弾正大弼に転任。同年12月16日、侍従を兼任。
- 天保3年（1832年）12月16日：左近衛権少将を兼任。

## 系譜
- 父：上杉勝熙
- 母：国 - 高田氏
- 養父：上杉治広
- 正室：三姫 - 上杉治広の娘
- 継室：美代 - 広島藩主浅野斉賢の娘
  - 女子：良 - 秋元志朝正室
- 側室：多喜 - 畠山義周の娘
  - 女子：彜 - 板倉勝顕正室
  - 女子：雍 - 秋月種殷継室
  - 長男：上杉斉憲 - 第12代藩主。
- 側室：悦 - 太田資統の妹
  - 四男：上杉勝道 - 上杉勝義の養嗣子となる。
  - 女子：伴 - 池田政和正室
  - 女子：孝 - 山崎治正正室

## 斉定治世中の主な家臣
以下は文政11年（1828年）の江戸武鑑に見られる主要家臣である。
【家老、奉行、侍頭及び侍組分領家】
本庄近江、長尾権四郎、中条筑後、千坂太郎左衛門、色部弥三郎、毛利八百松、竹俣翁助、市川豊後、清野伊勢松、島津喜七郎、平林蔵人、竹俣鍋丸、大石左膳、廣居出雲
【中老】
莅戸九郎兵衛
【用人】
本間舎人、岩井牧太、上松新右衛門、原三左衛門、木滑要人、佐藤官兵衛、高坂武左衛門
【傳役】
関竜八
【城使】
登坂利兵衛、粕谷伊津紀